# Mexicaanse voetbalbond

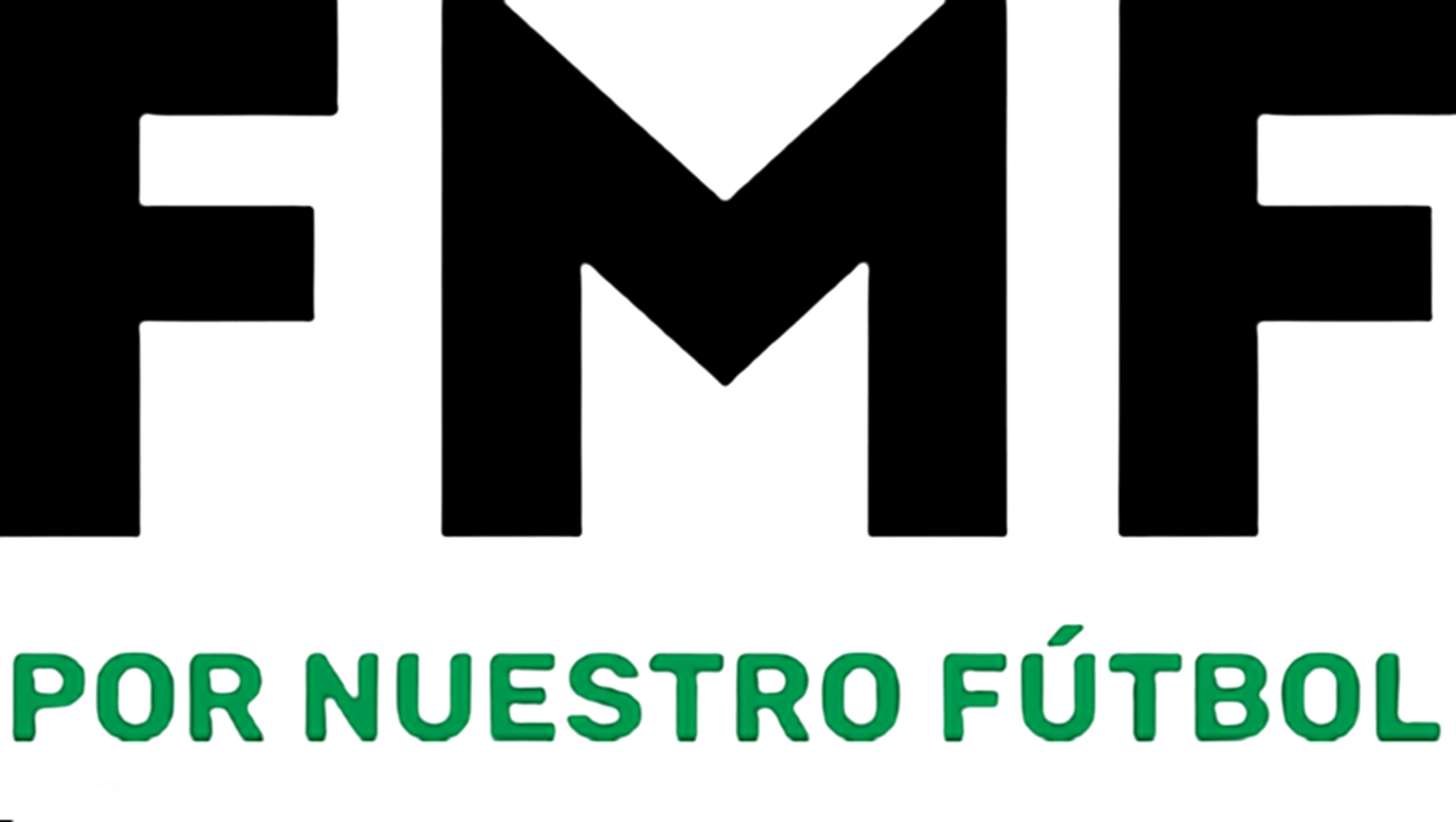

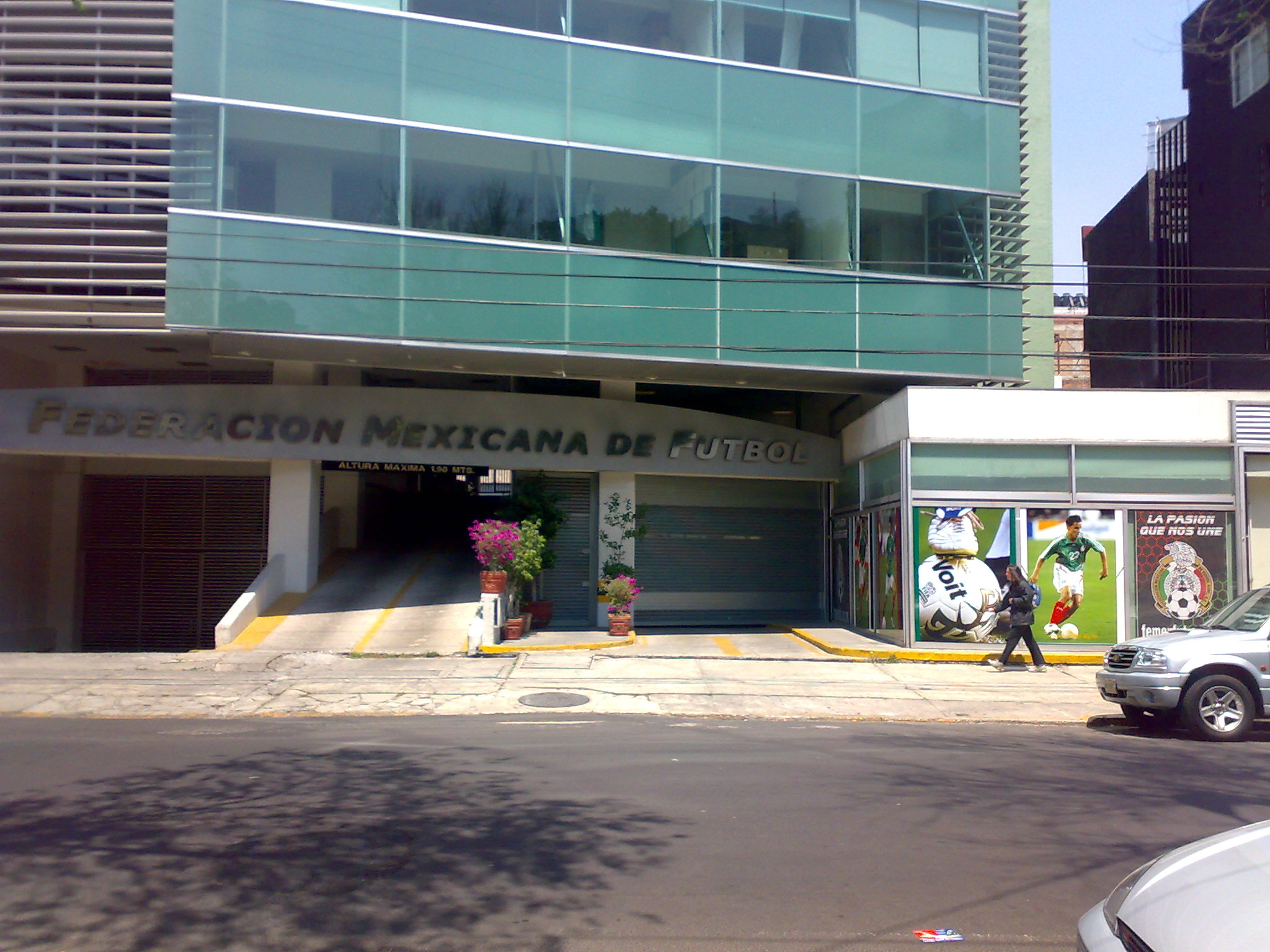
Kantoor van de Mexicaanse voetbalbond

De FMF ofterwel de Federación Mexicana de Fútbol Asociación is de Mexicaanse voetbalbond. De FMF werd opgericht in 1927 en erkend door de FIFA in 1929. Het hoofdkantoor is gevestigd in Mexico-Stad. De president is Justino Compean.
De FMF organiseert onder andere de Primera División de México (profcompetitie voor mannen), en is verantwoordelijk voor het Mexicaans voetbalelftal .